# مسعود سلامی
مسعود سلامی (زاده ۳ مرداد ۱۳۵۵) فیلمبردار سینما اهل ایران است.

## مدیر فیلم‌برداری
| سال  | نام فیلم                  | کارگردان                                        |
| ---- | ------------------------- | ----------------------------------------------- |
| ۱۴۰۲ | ساعت ۶ صبح                | مهران مدیری                                     |
| ۱۴۰۲ | سال گربه                  | مصطفی تقی‌زاده                                   |
| ۱۴۰۲ | شه‌سوار                    | حسین نمازی                                      |
| ۱۴۰۰ | شادروان                   | حسین نمازی                                      |
| ۱۳۹۹ | خائن‌کشی                   | مسعود کیمیایی                                   |
| ۱۳۹۹ | روزی روزگاری آبادان       | حمیدرضا آذرنگ                                   |
| ۱۳۹۸ | خط فرضی                   | فرنوش صمدی                                      |
| ۱۳۹۸ | سه کام حبس                | سامان سالور                                     |
| ۱۳۹۷ | آشفته‌گی                   | فریدون جیرانی                                   |
| ۱۳۹۷ | ژن خوک                    | سعید سهیلی                                      |
| ۱۳۹۷ | مردی بدون سایه            | علیرضا رئیسیان                                  |
| ۱۳۹۶ | مصادره                    | مهران احمدی                                     |
| ۱۳۹۶ | هایلایت                   | اصغر نعیمی                                      |
| ۱۳۹۵ | خفه‌گی                     | فریدون جیرانی                                   |
| ۱۳۹۵ | زرد                       | مصطفی تقی‌زاده                                   |
| ۱۳۹۵ | زیر سقف دودی              | پوران درخشنده                                   |
| ۱۳۹۵ | گشت ۲                     | سعید سهیلی                                      |
| ۱۳۹۴ | زاپاس                     | برزو نیکنژاد                                    |
| ۱۳۹۴ | ماحی                      | داوود خیام                                      |
| ۱۳۹۴ | متولد ۶۵                  | مجید توکلی                                      |
| ۱۳۹۳ | قندون جهیزیه              | علی ملاقلی‌پور                                   |
| ۱۳۹۲ | آزادی مشروط               | حسین مهکام                                      |
| ۱۳۹۲ | خواب‌زده‌ها                 | فریدون جیرانی                                   |
| ۱۳۹۲ | زندگی جای دیگری است       | منوچهر هادی                                     |
| ۱۳۹۲ | ناخواسته                  | برزو نیکنژاد                                    |
| ۱۳۹۲ | گنجشکک اشی‌مشی             | وحید نیکخواه آزاد، غلامرضا رمضانی، مسعود کرامتی |
| ۱۳۹۰ | میگرن                     | مانلی شجاعی‌فرد                                  |
| ۱۳۹۰ | یکی می‌خواد باهات حرف بزنه | منوچهر هادی                                     |
| ۱۳۹۰ | آمین خواهیم گفت           | سامان سالور                                     |
| ۱۳۸۹ | سیزده۵۹                   | سامان سالور                                     |
| ۱۳۸۸ | خواب‌های دنباله‌دار         | پوران درخشنده                                   |
| ۱۳۸۸ | نیش زنبور                 | حمیدرضا صلاحمند                                 |
| ۱۳۸۸ | هیچ                       | عبدالرضا کاهانی                                 |
| ۱۳۸۷ | آنجا                      | عبدالرضا کاهانی                                 |
| ۱۳۸۷ | آنسوی رودخانه             | عباس احمدی‌مطلق                                  |
| ۱۳۸۷ | بیست                      | عبدالرضا کاهانی                                 |
| ۱۳۸۷ | مانا                      | علیرضا رزازی‌فر                                  |
| ۱۳۸۵ | آدم                       | عبدالرضا کاهانی                                 |
| ۱۳۸۳ | کوچه‌های باریک             | علی زمانی‌عصمتی                                  |
| ۱۳۸۲ | ساکنین سرزمین سکوت        | سامان سالور                                     |

## جشنواره‌ها
- برنده تندیس زرین بهترین فیلم‌برداری جشن سینمای ایران برای فیلم خفه‌گی در بیستمین جشن سینمای ایران - ۱۳۹۷
- نامزد سیمرغ بلورین بهترین فیلم‌برداری برای فیلم سیزده ۵۹ در بیست و نهمین دوره جشنواره بین‌المللی فیلم فجر - ۱۳۸۹
- نامزد سیمرغ بلورین بهترین فیلم‌برداری برای فیلم گشت ارشاد ۲ در سی و پنجمین دوره جشنواره فیلم فجر - ۱۳۹۵
- نامزد سیمرغ بلورین بهترین فیلم‌برداری برای فیلم آشفته‌گی در سی و هفتمین دوره جشنواره فیلم فجر - ۱۳۹۷[۱]
- نامزد سیمرغ بلورین بهترین فیلم‌برداری برای فیلم سه کام حبس در سی و هشتمین جشنواره فیلم فجر - ۱۳۹۸
- نامزد سیمرغ بلورین بهترین فیلم‌برداری برای فیلم روزی روزگاری آبادان در سی و نهمین دوره جشنواره فیلم فجر - ۱۳۹۹